# Sonia (filme)
Sonia é um filme mudo britânico, do gênero drama, dirigido por Denison Clift e lançado em 1921. É atualmente considerado filme perdido.